# Lepidosira bisecta
Lepidosira bisecta är en urinsektsart som först beskrevs av John Tenison Salmon 1944.  Lepidosira bisecta ingår i släktet Lepidosira och familjen brokhoppstjärtar. Inga underarter finns listade i Catalogue of Life.